# AK-19
De AK-19 is een aanvalsgeweer ontworpen door de Russisch wapenfabrikant Kalasjnikov voor de exportmarkt. Het vuurt het 5,56x45mm-NAVO-patroon. Het wapen werd onthuld tijdens de Internationale Militair-Technische Forum ARMY-2020-beurs. Het is een variant van de vernieuwde AK-12 en werd op hetzelfde moment gepresenteerd. Het ging in productie in 2022.
Net als de AK-12 heeft de AK-19 een vernieuwde inklapbare, L-vormige schoudersteun in kunststof, een vernieuwde pistoolgreep en trekkerbeugel, en een herontworpen vizier. De vuurmonding heeft een flitsonderdrukker waarop een geluiddemper gemonteerd kan worden. Het geweer weegt 3,5 kg, heeft een loop van 415 mm en een volledige lengte van 935 mm. Het standaardmagazijn voor dit wapen heeft 30 5,56x45mm-NAVO-patronen.